# Carteira de estudante
A carteira de estudante, também conhecido como: Documento do estudante, carteirinha de estudante ou CIE é um documento que atesta o vínculo de estudante a uma determinada instituição de ensino. Em alguns países, como o Brasil, alguns desses documentos concedem ao titular portador o benefício da meia-entrada.

## Brasil
A partir da década de 1940, a União Nacional dos Estudantes (UNE) criou os primeiros modelos de carteira de estudante, com a conquista do direito à meia-entrada em eventos culturais após pressão do movimento estudantil. Posteriormente, outras entidades estudantis também passaram a emitir a carteira.
Durante a ditadura militar, com a proibição da atuação das entidades estudantis, a emissão das carteiras ficou sob responsabilidade das escolas e universidades. No entanto, a falta de padronização favoreceu a ocorrência de fraudes.
A partir de 1979, com o retorno da UNE e outras entidades estudantis, a emissão das carteiras voltou a ser responsabilidade dessas organizações.
Com a edição da Medida Provisória 2.208/2001, no governo FHC, foi permitida a emissão de carteira de estudante ou comprovante de matrícula por qualquer entidade ou instituição de ensino para a comprovação do direito à meia-entrada.
Em 26 de dezembro de 2013, a então presidente da república Dilma Rousseff sancionou a Lei 12.933/2013, que define um padrão nacional para a carteira de estudante.
As seguintes entidades poderão emitir o Documento do Estudante: a União Nacional dos Estudantes (UNE), a União Brasileira dos Estudantes Secundaristas (UBES), a Associação Nacional de Pós-graduandos (ANPG), as entidades estaduais e municipais filiadas àquelas, e de maneira independente sem a necessária filiação as entidades supracitadas, os diretórios centrais dos estudantes (DCEs) e os Centros e Diretórios Acadêmicos que queiram emitir o documento estudantil sem serem representados por outras entidades, de acordo com o decreto nº 8.537, de 5 de outubro de 2015. Em 2022, o Supremo Tribunal Federal decidiu na ADI 5108 que associações locais não precisam ser filiadas a entidades nacionais para emitir carteira estudantil.

### Lei da meia-entrada
O Documento Nacional do Estudante (documento legalmente chamado de  “Carteira de Identificação Estudantil (CIE))” foi criado em 2013 com a Lei Federal nº 12.933, sancionada pela então presidenta da república Dilma Rousseff. Neste mesmo ano também foi criado o Estatuto da Juventude, o qual apresenta os direitos dos jovens e as políticas públicas voltadas para eles.
A lei da meia-entrada observa que o estudante tem o direito à pagar metade do valor do ingresso em instituições promotoras de eventos. Com efeito, a lei trata especificamente da meia-entrada estudantil e exige um modelo unificado de documento do estudante, válido nacionalmente, e regulamentada pelas entidades estudantis. Assim sendo: União Nacional dos Estudantes (UNE),  Associação Nacional de Pós-graduandos (ANPG), União Brasileira dos Estudantes Secundaristas (UBES) e parametrizada pelo Instituto Nacional de Tecnologia da Informação (ITI). Estudantes e instituições promotoras de eventos devem validar o Documento do Estudante por meio do validador oficial e pelo aplicativo Meia-Entrada.
A Carteira de Identificação Estudantil (CIE) é válida da data de sua expedição até o dia 31 de março do ano subsequente.